# Matthias Schwickerath
Matthias Schwickerath (* 14. Januar 1892 in Wipperfeld; † 30. Mai 1974 in Aachen) war ein deutscher Botaniker und Gymnasiallehrer.

## Leben und Wirken
Matthias Schwickerath war der Sohn des aus Köln stammenden Lehrers und späteren Rektors Friedrich Schwickerath und dessen Ehefrau Anna, geb. Simons. Ab dem achten Lebensjahr wuchs er in Köln auf, wohin sein Vater versetzt worden war. Nach seinem Abitur an der damaligen Oberrealschule studierte Schwickerath an den Universitäten Bonn, Göttingen und
Münster die Fächer Mathematik, Philosophie, Physik, Chemie, Botanik und Zoologie. Im Jahr 1916 legte er sein Staatsexamen für das Höhere Lehramt in den Fächern Mathematik, Physik und Biologie ab und absolvierte ein Referendarjahr in Bad Kreuznach.
Anschließend trat Schwickerath eine Stelle als Studienassessor an der damaligen Hindenburgschule in Aachen, dem späteren Couven-Gymnasium, an, wo er 1921 zum Studienrat ernannt wurde. Neben seinem Schuldienst promovierte er im Jahr 1922 an der Westfälischen Wilhelms-Universität Münster zum Dr. phil. mit der mathematischen Dissertation: Über Flächenkurven auf Rotationsflächen, deren Schmiegungskugeln in jedem Punkt die Fläche berühren.
Im April 1932 wechselte Schwickerath innerhalb Aachens an das Kaiser-Karls-Gymnasium (KKG) und erhielt dort 1942 die Ernennung zum Oberstudienrat. Darüber hinaus übernahm er nach dem Zweiten Weltkrieg zusätzlich die Aufgaben eines Fachleiters für Biologie am Aachener Bezirksseminar der Höheren Schulen. Ferner erteilte ihm die Rheinische Friedrich-Wilhelms-Universität am 17. Juni 1949 einen Lehrauftrag für die Pflanzensoziologie Westdeutschlands und ernannte ihn am 6. September 1958, ein Jahr nach seiner offiziellen Pensionierung aus dem Schuldienst, zum Honorarprofessor.
Ein Schlüsselerlebnis für Schwickerath war 1927 die Begegnung mit dem Begründer der Pflanzensoziologie, dem Schweizer Josias Braun-Blanquet, dessen Wissensgebiet ihn in seinen Bann schlug und dem er sich zeitlebens widmete. Noch im gleichen Jahr übernahm er als Nachfolger des Botanikers Franz Roth die ehrenamtliche Funktion als Bezirkskommissar für Naturschutz im Regierungsbezirk Aachen, die er bis 1968 ausübte. Zudem wurde er 1958 zum Leiter der Forschungsstelle der Landesstelle für Naturschutz und Landschaftspflege in Nordrhein-Westfalen gewählt, was er bis 1969 blieb.
In diesen Jahren betrieb Schwickerath systematisch die pflanzensoziologische und geobotanische Erforschung im Gebiet des Rheinischen Schiefergebirges, der Eifel, des Hohen Venns sowie des Hunsrücks und avancierte zum führenden Pflanzensoziologen im Rheinland. Entsprechend seinen pädagogischen Fähigkeiten war Schwickerath stets bemüht, sein Wissen einer breiten Öffentlichkeit anzubieten. Dazu folgten ebenso mehrere Fachmonografien und mehr als 100 Aufsätze für renommierte Fachzeitschriften wie auch ab 1949 jährliche Studienfahrten in die benannten Gebiete sowie Tagungen und Fachausstellungen. Ebenso gehörte er zu Beginn der 1960er-Jahre zu den Mitinitiatoren und Fachberatern für die Erschließung des Naturparks Nordeifel und des Deutsch-Luxemburgischen Naturparks.
Im Lauf der Jahre wurde Schwickerath Mitglied in mehreren Arbeitsgemeinschaften und Fachgesellschaften sowie für sein umfangreiches Wirken mit Orden und Ehrentiteln ausgezeichnet.
Schwickerath war in erster Ehe mit Agnes, geborene Kornfeld, verheiratet, die Anfang 1945 bei einem Bombenangriff in Marburg ums Leben kam und mit der er die Tochter Hildegard (1922–1994) hatte. Wenige Jahre später ging er mit Helene, geborene Breuckmann verwitwete Brendgens (1897–1978), eine zweite Ehe ein. Er fand seine letzte Ruhestätte in einer Grabstätte auf dem Aachener Waldfriedhof, in der später auch seine zweite Frau und seine Tochter beigesetzt wurden.

## Mitgliedschaften
- Deutsche Botanische Gesellschaft
- Deutsche Dendrologische Gesellschaft
- Gesellschaft Deutscher Naturforscher und Ärzte (später Ehrenmitglied)
- Arbeitsgemeinschaft Deutscher Beauftragter für Naturschutz und Landschaftspflege (später Ehrenmitglied)

## Ehrungen
- 1959: Goldene Ehrennadel der Deutschen Dendrologischen Gesellschaft
- 1960: Bundesverdienstkreuz 1. Klasse
- 1966: Großes Verdienstkreuz des Verdienstordens der Bundesrepublik Deutschland
- 1967: Ehrendoktor der Naturwissenschaften der RWTH Aachen

## Schriften
- Exaktwissenschaftliches, philosophisches und künstlerisches Welterkennen und Weltbegreifen. Meiner, Leipzig 1928.
- Das Hohe Venn und seine Randgebiete – Vegetation, Boden und Landschaft. Fischer, Jena 1944.
- Die Landschaft und ihre Wandlung auf geobotanischer und geographischer Grundlage entwickelt und erläutert im Bereich des Meßtischblattes Stolberg. Georgi, Aachen 1954.
- 50 Jahre Naturschutz im Regierungsbezirk Aachen. Hrsg. Bezirksstelle für Naturschutz und Landschaftspflege im Regierungs-Bezirk Aachen. Georgi, Aachen 1959.
- Hohes Venn – Nordeifel. Ganzheitliches Erfassen und Erleben der Landschaft entwickelt auf wissenschaftlicher und künstlerischer Grundlage und erläutert am Hohen Venn und an der Nordeifel. Aurel Bongers, Recklinghausen 1966.
- Aachen, das königliche Talrund Karls des Grossen, ein Landschaftsoktogon. Markus, Eupen 1971, ISBN 3-920135-16-4.